# ETV (TV-kanal)
eTV var en svensk interaktiv TV-kanal som sändes i det digitala marknätet mellan 1999 och 2002 och ingick i Boxers dåvarande kanalutbud. Kanalens affärsidé var e-handel via TV-nätet. Ägare var Cell Ventures som senare sålde kanalen till New Media Spark.
I kanalen visades musikvideor dygnet runt och tittaren kunde med hjälp av en digital applikation som laddades ner via sändningen till digitalboxen handla cd-skivor, böcker, filmer och till en början även resor med fjärrkontrollen. TV-sändningen fortsatte i bakgrunden medan användaren navigerade i applikationen. Beställningar skickades via det inbyggda telefonmodemet och förutsatte att digitalboxen var ansluten till telefonnätet. Mot slutet av kanalens levnadstid utökades applikationen med en väderlekstjänst.
Kanalen lyckades inte generera vinst till följd av svagt genomslag för marksänd digital-TV och gick i konkurs 2002 med en total förlust på 60 Mkr.